# Флинт, Ларри
Ла́рри Флинт (англ. Larry Flynt; 1 ноября 1942, Лейквилл, округ Магоффин, штат Кентукки — 10 февраля 2021, Лос-Анджелес) — американский издатель порнографии и глава фирмы Larry Flynt Publications (LFP).

## Биография
Родился в округе Магоффин (штат Кентукки). Пошёл в армию в 1958 году, в возрасте пятнадцати лет. В 1964 году он открыл стрип-клуб в Дейтоне (штат Огайо) и к 1970 году он держал уже восемь клубов в Колумбусе, Толидо, Акроне и Кливленде.
В июле 1974 года Флинт опубликовал первый номер «Hustler», что было дальнейшим развитием почтовой рассылки Hustler, которую он использовал как дешёвую рекламу для развития своего бизнеса. Журнал стартовал не очень уверенно, но в конце концов достиг тиража 3 миллиона экземпляров. Это произошло задолго до того, как Флинт был вовлечён в многочисленные юридические баталии, разгоревшиеся между сторонниками ограничения порнографии и защитниками свободы слова в Соединенных Штатах. Достаточно вспомнить дело Миллера против Калифорнии 1973 года по пункту о непристойности в Первой поправке.
В 1976 году Флинт основал частную компанию Larry Flynt Publications (LFP).
В 1977 году попал под влияние известной религиозной евангелической проповедницы Рут Стэйплтон (сестра президента США Джимми Картера). С ее подачи Флинт начал соблюдать посты и регулярно молиться.
В 1978 году Ларри стал жертвой выстрела Джозефа Франклина (известного убийцы-расиста), с тех пор был вынужден передвигаться в инвалидной коляске.
В 1988 году Флинт и его адвокат Алан Айзекман выиграли в Верховном суде США историческое дело Журнал «Хастлер» против Джерри Фалуэлла. В этом процессе судебная система выступила в защиту Ларри Флинта, постановив, что такая известная публичная фигура, как Джерри Фалуэлл, не может ограничивать свободу слова Ларри Флинта в рамках Первой поправки.
В 1996 году вышел биографический фильм «Народ против Ларри Флинта», главную роль в котором исполнил Вуди Харрельсон. Сам Ларри Флинт сыграл в этом фильме судью на своём же процессе. В том же году Флинт опубликовал автобиографию, An Unseemly Man: My Life as a Pornographer, Pundit, and Social Outcast (ISBN 978-0-7871-1178-6).
В 1996 году Лора Кипнис написала книгу Bound and Gagged: Pornography and the Politics of Fantasy in America, в которую вошёл её анализ журнала Hustler (Male) Desire and (Female) Disgust: Reading Hustler.
В 2001 году состояние Ларри Флинта оценивалось в 400 миллионов долларов.
В 2008 году накануне выборов выпустил порнофильм «Who’s Nailin’ Paylin?», в котором главную роль сыграла актриса Лиза Энн, похожая на тогдашнего кандидата на пост вице-президента США Сару Пейлин.
В 2017 году Ларри Флинт объявил о вознаграждении в 10 миллионов долларов для того, кто предоставит материалы, способствующие импичменту президента США Дональда Трампа.
Скончался в своём доме в Лос-Анджелесе 10 февраля 2021 года.
Флинт автор 4 книг:
- The Secret Life of Ronald Reagan (1984, Hustler Press).
- An Unseemly Man, My Life as a Pornographer, Pundit and Social Outcast (1996, Dove Books) (ISBN 978-0-7871-1178-6).
- Sex, Lies And Politics: The Naked Truth (2004, Kensington Books) (ISBN 978-0-7582-0483-7); русский перевод: Секс, ложь и политика. Голая правда (2006, АСТ) (ISBN 5-17-035783-4, 5-9713-2912-X).
- One Nation Under Sex (2011, Palgrave Macmillan) (ISBN 978-0-230-10503-4).

Ларри Флинт был женат 5 раз; четвёртая жена, Алтея Флинт, умерла. Отец пятерых детей.